# Izumi-machi
Izumi-machi (和泉町) és un barri del districte urbà de Chūō, a la ciutat d'Osaka, capital de la prefectura homònima, a la regió de Kansai, Japó.

## Geografia
El barri d'Izumi-machi es troba localitzat a la part central del districte de Chûô, a la ciutat d'Osaka. El terme del barri té forma rectangular i allargada, limitant al nord amb el barri de Nōninbashi, al sud amb Uchi-Kyūhōji-machi, a l'est amb Tani-machi i a l'oest, separat per l'avinguda Matsuyamachisuji, limita amb el barri de Zaimoku-chō.

### Sub-barris
El barri compta amb dos sub-barris:
- Izumi-machi 1 chōme (和泉町一丁目)
- Izumi-machi 2 chōme (和泉町二丁目)

## Història
El nom del barri, Izumi, pot traduir-se al català com a "font", i pot fer referència a la propera i ja desapareguda província d'Izumi situada al sud de la ciutat d'Osaka o a la mateixa ciutat d'Izumi, també a la prefectura d'Osaka. Durant el període Tokugawa el zaibatsu Kōnoike es va instal·lar a la zona on actualment hi ha el barri. El barri es creà l'any 1872 fruit de la fusió de Fujinomori-machi, Edo-machi i l'antic Izumi-machi.

## Transport

### Ferrocarril
El barri no disposa de cap estació de ferrocarril. L'estació més propera és la de Tanimachi 4 chōme, del metro d'Osaka.

### Carretera
- Matsuyamachisuji